# Комаровський Льонгін
Льонгін Комаровський (? — †?) — сотник Армії УНР.

## Біографія
Останнє звання у російській армії — поручик.
З 22 травня 1919 р. — командир кінної сотні окремого загону Сірожупанників Дієвої армії УНР під час оборони Підволочиська.
У спогадах В. Проходи помилково названий підполковником.
Подальша доля невідома.